# Citissime nachts
citissime nachts ist ein Dringlichkeitszeichen, das in den Drahtberichten des Auswärtigen Amts verwendet wird. citissime (lateinisch für „sehr eilig“, „eiligst“) als Begriff stammt aus der Zeit der preußischen Telegrafie, mit dem bevorzugte Nachrichten gekennzeichnet wurden.
Eine Nachricht, die an das Auswärtige Amt nach Berlin versendet wird oder von diesem an eine deutsche Auslandsmission (Botschaft oder Konsulat) und aufgrund ihrer Dringlichkeit mit citissime nachts gekennzeichnet ist, bewirkt, dass der entsprechende Abteilungsleiter des Amts, Botschafter, Konsul oder der Außenminister geweckt und über die entsprechende Lage informiert wird.
Ein Beispiel für eine mit citissime nachts bezeichnete Nachricht war der Bericht der deutschen Botschaft in Jakarta im Juni 1979 über das deutsche Schiff Rembertitum, das 412 Flüchtlinge aus Indochina von einem sinkenden Schiff gerettet hatte, deren Aufnahme jedoch von der indonesischen Regierung verweigert wurde. Der Botschafter erbat Weisung, ob den Flüchtlingen eine Aufnahme in Deutschland zugesichert werden konnte.
Auch der am 11. September 2001 anlässlich der Terroranschläge in den USA von der Deutschen Botschaft in Washington an das Berliner Auswärtige Amt versandte Drahtbericht nr 1467 wurde mit der Dringlichkeitsstufe citissime nachts versehen.
Im August 2005 fiel der Sturz des Ministerpräsidenten in Mauretanien unter die Dringlichkeitsstufe citissime nachts.
Der Mitarbeiter im Auswärtigen Amt Christian Buck beschreibt Hintergründe und Vorgehen bei citissime nachts wie folgt:

„Ein verheerendes Seebeben in Indonesien, die Freilassung von deutschen Geiseln auf den Philippinen oder ein Bombenanschlag auf den internationalen Flughafen von Colombo sind auch morgens um halb vier so wichtig, dass zumindest der zuständige Abteilungsleiter und der Pressesprecher geweckt werden sollten. Oft genug muss das Lagezentrum auch Staatssekretäre oder den Minister aus dem Bett klingeln […].“